# Dhu Nuwas
Yūsuf Asar Yathar (en sabéen : 𐩺𐩥𐩪𐩰 𐩱𐩪𐩱𐩧 𐩺𐩻𐩱𐩧, Yws¹f ʾs¹ʾr Yṯʾr), dit Yūsuf Dhū Nuwas (en arabe : يوسف ذي نواس, Yūsuf Dhū Nuwas ; en hébreu : יוסף ד'ו נואס, Yosef Du Nu'es), mort en mai 525/530, est roi de Himyar de l'été 522 à sa mort. Les sources traditionnelles françaises l'appellent Joseph Dounouas ou Dounaan.
Dhu Nuwas est connu par la tradition orale, l'épigraphie, les chroniqueurs arabophones et les archives byzantines (de langues grecque et syriaque). Les informations à son sujet étant assez vagues, sa vie et son règne ne sont connus que partiellement. Les choses certaines à son sujet sont qu'à sa prise de pouvoir, influencé par le judaïsme, il persécute les chrétiens de son pays et meurt face à une campagne menée par le royaume d'Aksoum, qui vient en aide aux chrétiens.
Des légendes postérieures enrichirent en détail sa vie et son existence fut remise en question durant le XIXe siècle, avant que plusieurs inscriptions sudarabiques de Dhu Nuwas ne balaient ces doutes.

## Sources
Pendant longtemps, les sources les plus utilisées au sujet du roi Joseph furent en langues arabes, grecques et syriaques. Il s'agissait d'hagiographies sur les martyrs de Najran, les Sîras ou de chroniques médiévales plus générales (Martyrium St. Arethæ, Chronique de Séert, le Livre des Homérites, Ibn Khaldoun, Ibn Ishaq, Tabari, Procope de Césarée, Jean d'Éphèse…) sur l'époque.
Dans les années 1950, deux inscriptions en sabéen, datées de 524, sont retrouvées. Le roi Yūsuf Asar Yathar y décrit ses persécutions envers les chrétiens de Zafar, Mokha et Najran : la première date de mars-avril et la seconde entre juillet et septembre. Une lettre en syriaque de Siméon de Beth Arsham, datée du 20 janvier 524, fait le récit des persécutions des chrétiens par un nouveau roi en Himyar. En 524, Siméon est envoyé par l’empereur romain afin de négocier la paix avec Moundhir III, qui reçoit une lettre de Joseph, où il écrit : « le roi que les Abyssins nous ont envoyé est mort, je suis par conséquent devenu roi de toute la région himyarite ». La mise en commun entre ces sources homérites et étrangères permirent d'identifier Yūsuf Asar Yathar à Joseph Dhu Nuwas.

## Nom
Dans la tradition islamique, le roi Joseph a comme nom de naissance Zur‘a, avant de prendre le nom de Yūsuf (Joseph) ou Yūsuf S̲ẖuraḥbīl à la suite de sa conversion au judaïsme. Les écrits syriaques (Livre des Homérites et la Chronique de Séert) l’appellent Machrouk.
Asar (ʾs¹ʾr) est attesté dans l'onomastique arabe ; d'après Robin, A. F. L. Beeston n'est pas certain qu'il faille voir en ce nom un rapprochement avec l'expression šə'serit Yis̓ra'el (« reste d'Israël »), même si les deux termes ont la même racine. Yathar (Yṯʾr, « Il vengera »), c' est une épithète propre au roi Joseph, exprimant la même idée que les anthroponymes Yt’r ou T’r (« Le Vengeur »), noms de plusieurs souverains himyarites.
L'épithète Dhu Nuwas (« Aux cheveux bouclés ») est attesté dans l’épigraphie et viendrait des papillotes (nuwas) qu'il portait. C'est en raison de ce surnom que les sources grecques l’appellent Δουναας (nom.) et Δουνααν (acc.), donnant en français la forme traditionnelle Joseph Dounouas, Dounaas ou Dounaan.

## Origines familiales
La mère du roi Joseph est une juive de Nisibe et, si la Chronique de Séert dit vrai, le roi de Himyar Ma‘dikarib Ya‘fur est son père. Selon Tabari, Zur‘a est le deuxième fils de Tibbân (ou Tubbân) le Simple, et il lui attribue un frère aîné, Hassan.
Il est possible que la tribu de Dhu Yazân soit celle de Joseph, car elle était aussi celle d'un officier de Joseph, Sharahil Takbul Dhu Yazân, et du grand-père de ce dernier, Sumayfa‘ Ashwa, qui fut choisi comme successeur de Joseph.

## Règne

### Jeunesse
Durant son adolescence, la Chronique de Séert et les sources musulmanes affirment que le futur roi se convertit au judaïsme (ou judaïse) sous influence de sa mère, prenant le nom de Joseph (Yūsuf).

### Arrivée au pouvoir
Sous Ma‘dikarib Ya‘fur, les chrétiens ont fait face à une petite persécution en 521. Une inscription de 522 de Ma‘dikarib Ya‘fur indique que ce dernier est encore roi à cette date : il part en campagne contre Moundhir III, roi de Hira. Selon une hypothèse, Ma‘dikarib a peut-être abdiqué faute de pouvoir restaurer la situation économique du royaume, qui l'avait obligé à solliciter un crédit important auprès d'un chrétien de Najran, Rahma. Joseph et plusieurs notables se seraient unis pour prendre le pouvoir, et ils déclenchèrent des persécutions contre les chrétiens.
Le nouvel an sabéen commençant entre janvier et février, selon Eduard Glaser, Al-Assouad penche pour une prise de pouvoir fin 523. Mais le système de datation de Glaser s'étant avéré légèrement incorrect, la date d'intronisation de Joseph est repoussée à l'été 522. Robin indique que le roi Joseph prend le titre nouveau de « roi de toutes les tribus » (ou « roi de tous les peuples » selon une autre traduction),.

### Persécution des chrétiens et des aksoumites
Le Himyar était en majorité juif, avec des minorités chrétiennes et païennes, et le royaume d'Aksoum (chrétien orthodoxe) exerçait une vassalité sur le pays, ayant notamment une garnison à Zafar.
Au début de son règne, le nouveau souverain invite Moundhir III, alors qu’il dirigeait une campagne contre Byzance pour exterminer tous les chrétiens qui ne niaient pas la divinité de Jésus-Christ.
En 524, désirant suivre l'exemple de Moundhir III, le roi conduit des opérations contre les chrétiens de Zafar, dont il brûle et détruit l'église. Il ordonne à son officier Sharahil Takbul Dhu Yazân de marcher sur Mokha, qui fit (selon les inscriptions) 14 000 morts et 11 000 prisonniers. Enfin Najran, dont le siège aurait duré plusieurs mois. Un certain Daws Dhu Thu‘lubân réussit à s’échapper et atteignit Constantinople, où il informe l’empereur romain de la situation en Himyar. Siméon de Beth Arsham fit en sorte que la nouvelle arrive jusqu’aux chrétiens monophysites de Tarse et Antioche. Le négus Elesbaan intervint à la demande de l’empereur en mai 525, et le pays fut occupé par 120 000 hommes (70 000 selon l’historien Tabari), qui débarquèrent à Bab-el-Mandeb.
Ces persécutions ne sont pas uniquement d'ordre religieux mais aussi politique : les chrétiens étaient très liés à Aksoum et à l'empire romain d'Orient, notamment sur les côtes et la région najranite.

### Décès
La tradition affirme que Dhu Nuwas, sur son cheval, préféra se suicider dans la mer Rouge plutôt que de combattre, mais des preuves syriennes indique qu'il est tué au combat. Si Al-Assouad indique dans son article que Dhu Nuwas meurt en mai 525 et que Sumayfa‘ Ashwa, chrétien himyarite, est nommé roi du pays la même année, Robin indique que le négus « vainc et tue Joseph, puis conquiert la totalité du pays à une date encore disputée, entre 525 et 530. »

## Coran
Une tradition très connue, rapportée par Ibn Ishaq dit que les « gens de la fosse » (as'hâb el-Okhdod), mentionnés dans la sourate des Constellations (1-9), est une allusion aux chrétiens martyrs de Najran : Dhu Nuwas promet à la ville qu'elle peut se rendre sans craindre la colère royale. Il ne tient pas sa promesse et contraint les najranites à choisir entre abjurer leur religion ou mourir. Face au refus des chrétiens de se convertir au judaïsme, Dhu Nuwas les fit brûler et jeter dans une ou des fosses. Cette lecture fut partagée par beaucoup d’oulémas, mais cela est remis en question car des traditions concurrentes donnent des interprétations complètement différentes,.

## Littérature arabe
Selon Tabari, Zur‘a est un des fils du tobba‘ Tibbân (ou Tubbân) As‘ad Abikarib, dit « le Simple », fils de Malki Karib, fils de Zaïd, fils d'Amr Dhi al-Adh'ar.
D'après la légende, Hassan (le frère aîné de Zur‘a) monte sur le trône, mais son cadet Amr complote et le fait tuer. Dhu Shanatir s'élève et prend le pouvoir. Dhu Shanatir, pour assurer sa pérennité sur le trône, envoyait chercher chaque jeune de la famille royale étant devenu pubère ; il les violait ensuite, le déshonneur affligé au jeune homme l'empêchant de régner après Dhu Shanatir. Zur‘a était petit quand Hassan fut tué par Dhu Shanatir ; quand il grandit, devenant un jeune et beau garçon, très intelligent, un messager royal fut chargé de l'amener à Dhu Shanatir, afin de faire subir à Zur‘a le même sort que les princes de la maison royale avant lui. Zur‘a cacha une lame dans sa sandale, et quand il fut seul et que Dhu Shanatir lui sauta dessus, le jeune homme poignarda le roi à mort. Zur‘a coupa tête de l'usurpateur et la montra à tout le monde ; le peuple proclama ensuite roi, puisqu'il l'avait débarrassé de Dhu Shanatir. C'est ensuite que Zur‘a se convertit au judaïsme et se fit appeler Joseph. La tradition arabe raconte que Zur‘a ibn Tubba‘ Tibbân As‘ad règne trente-huit ans. Elle rapporte notamment le martyre des chrétiens de Najran, l’invasion du négus à la demande de l’empereur romain et son prétendu suicide dans la mer.